# دیوید میچل (کمدین)
دیوید میچل (انگلیسی: David Mitchell؛ زادهٔ ۱۴ ژوئیهٔ ۱۹۷۴) هنرپیشه، کمدین و نویسنده اهل بریتانیا است. وی از سال ۱۹۹۵ میلادی تاکنون مشغول فعالیت بوده‌است.